# Algathia buddha
Algathia buddha là một loài tò vò trong họ Ichneumonidae.